# Ieremia Movilă

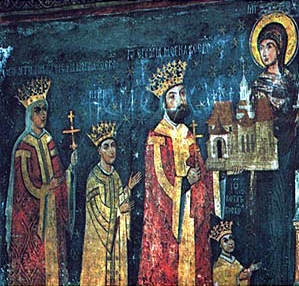
Ieremia Movilă i la seva família en una pintura al monestir de Suceviţa)

Ieremia Movilă (en polonès Jeremi Mohya) fou un Voivoda (Príncep) de Moldàvia entre els anys 1595 i maig de 1600, i en un altre mandat entre setembre de 1600 i el 10 de juliol de 1606.
Va néixer l'any 1555, essent fill del boiar Ioan Movilă i de la princesa Maria, filla del Voivoda moldau Pere IV Rareş. Iremia com a membre de la influent família dels Movilă va ocupar la mateixa posició que el seu pare i es va mostrar molt proper als interessos polonesos al Principat de Moldàvia. Ieremia fou col·locat al capdavant del tron moldau pel Canceller polonès Jan Zamoyski després que aquest fes fora a Ştefan Răzvan. La intervenció de Zamoyski a Moldàvia havia estat demanada per una part de la noblesa moldava, ja que Ştefan Răzvan havia acceptat el tutelament del Sacre Imperi Romanogermànic sobre Moldàvia, després d'haver rebut suport del Voivoda transsilvà Segimon Bathory i de l'emperador Rodolf II i d'haver-se adherit a la Santa Aliança promoguda pel Papa Climent VIII contra els otomans.
Un cop que Ştefan Răzvan fou deposat el conflicte amb els Otomans al Principat s'apaivagava després que els polonesos negociessin un acord amb Sinan Pasha, governador de Rumèlia, fet que no evitar que Moldàvia fos envaïda pel Kan de Crimea i vassall otomà Ğazı II Giray. Però els tàtars foren derrotats i Polònia i els otomans signaven el Tractat de Cecora pel qual els otomans acceptaven el nomenament de Ieremia com a Voivoda moldau.
Amb aquest tractat Moldavia es convertia en un vassall dels dos països, encara que havent de retre homenatge al Sultà otomà. Aleshores Ştefan Răzvan va intentar organitzar una revolta i així poder retornar al tron, però la revolta va fracassar i va ser capturat i empalat.
Un cop vençuda la poca resistència interior Ieremia Movilă va haver de fer front a l'amenaça externa que suposava el Voivoda valac Miquel el Valent, que essent vassall de l'emperador Rodolf II havia rebut un important ajut militar amb el qual havia vençut les tropes del Voivoda transsilvà Andreu Bathory el 18 d'octubre de 1599 a la batalla de Şelimbăr, motiu pel qual en aquell moment també era Voivoda de Transssilvània i es mostrava decidit a envair Moldàvia per acabar amb el botxí del seu antic aliat.
Amb l'ajut de bona part de la noblesa moldava que havia fugit amb la caiguda de Ştefan Răzvan, i amb els seus exèrcits mercenaris integrats per soldats valons, Miquel el Valent va envair ràpidament la pràctica totalitat Moldàvia, havent de fugir Ieremia a Polònia. Però el Canceller Zamoyski va enviar en ajut del seu aliat als seus exèrcits, expulsant de Moldàvia als partidaris de Miquel el Valent i assolint el control de Muntènia primer i de la resta de Valàquia després, on els polonesos col·locaren com a Voivoda al germà de Ieremia, Simeó Movilă.
El breu retorn de Miquel el Valent i el seu posterior assassinat va fer que els otomans reclamessin per ells el tro de Valàquia, motiu pel qual intervingueren a aquests territoris, expulsant a Simeó i col·locant en el seu lloc a Radu Mihnea. Els polonesos decidiren no intervenir, ja que a canvi rebien el control de facto de Moldàvia.
Ieremia Movilă es va destacar al llarg del seu regnat per afavorir àmpliament els interessos comercials i econòmics dels polonesos a la regió i a reconstruir el malmès monestir de Suceviţa, a la vegada que s'assegurava que els seus fills rebessin el favor dels polonesos per garantir que continuessin al capdavant del Principat de Moldàvia.